# Кіанеті
Кіанеті (груз. კიანეთი) — село в Грузії.
За даними перепису населення 2014 року в селі проживає 301 особа.